# Bad Deutsch-Altenburg
Bad Deutsch-Altenburg – uzdrowiskowa gmina targowa w Austrii, w kraju związkowym Dolna Austria, w powiecie Bruck na der Leitha. Według danych Austriackiego Urzędu Statystycznego liczyła 1 495 mieszkańców (1 stycznia 2014).